# Sopuerta
Sopuerta (baskisch Garape) ist eine Gemeinde mit 2.765 Einwohnern (Stand: 2024) in der Provinz Bizkaia in der Autonomen Gemeinschaft Baskenland im Norden Spaniens.

## Gemeindegliederung
Die Gemeinde besteht neben dem Hauptort Mercadillo aus den Ortschaften El Arenao und Boluaga (Rojadillo-Baluga). Weitere Weiler sind:
- Amez
- Alén
- Avellaneda (Urrezti)
- Las Barrietas
- Olabarrieta Goikoa
- Beci (Bezi)
- El Castaño
- Jarralta
- Las Muñecas
- Las Rivas
- San Martín de Carral (Carral)

## Lage
Sopuerta befindet sich etwa 20 Kilometer westlich von Bilbao im Tal des Río Barbadun in einer Höhe von ca. 90 m.

## Bevölkerungsentwicklung
| Jahr      | 1950 | 1970 | 1981 | 1991 | 2001 | 2011 | 2021 |
| Einwohner | 2865 | 2307 | 2165 | 2160 | 2229 | 2588 | 2638 |

## Sehenswürdigkeiten
- frühere Burganlage von Avellanada, heute Veranstaltungszentrum und Museum
- Bartholomäuskirche (Iglesia de San Bartolomé) in Avellanada
- Cosmas-und-Damian-Kirche (Iglesia de San Cosme y San Damián) in Beci
- Kirche Mariä Himmelfahrt (Iglesia de Santa María de la Asunción) in Mercadillo
- Peterskirche (Iglesia de San Pedro) in La Baluga
- Martinskirche (Iglesia de San Martín) in San Martín de Carral
- Rathaus

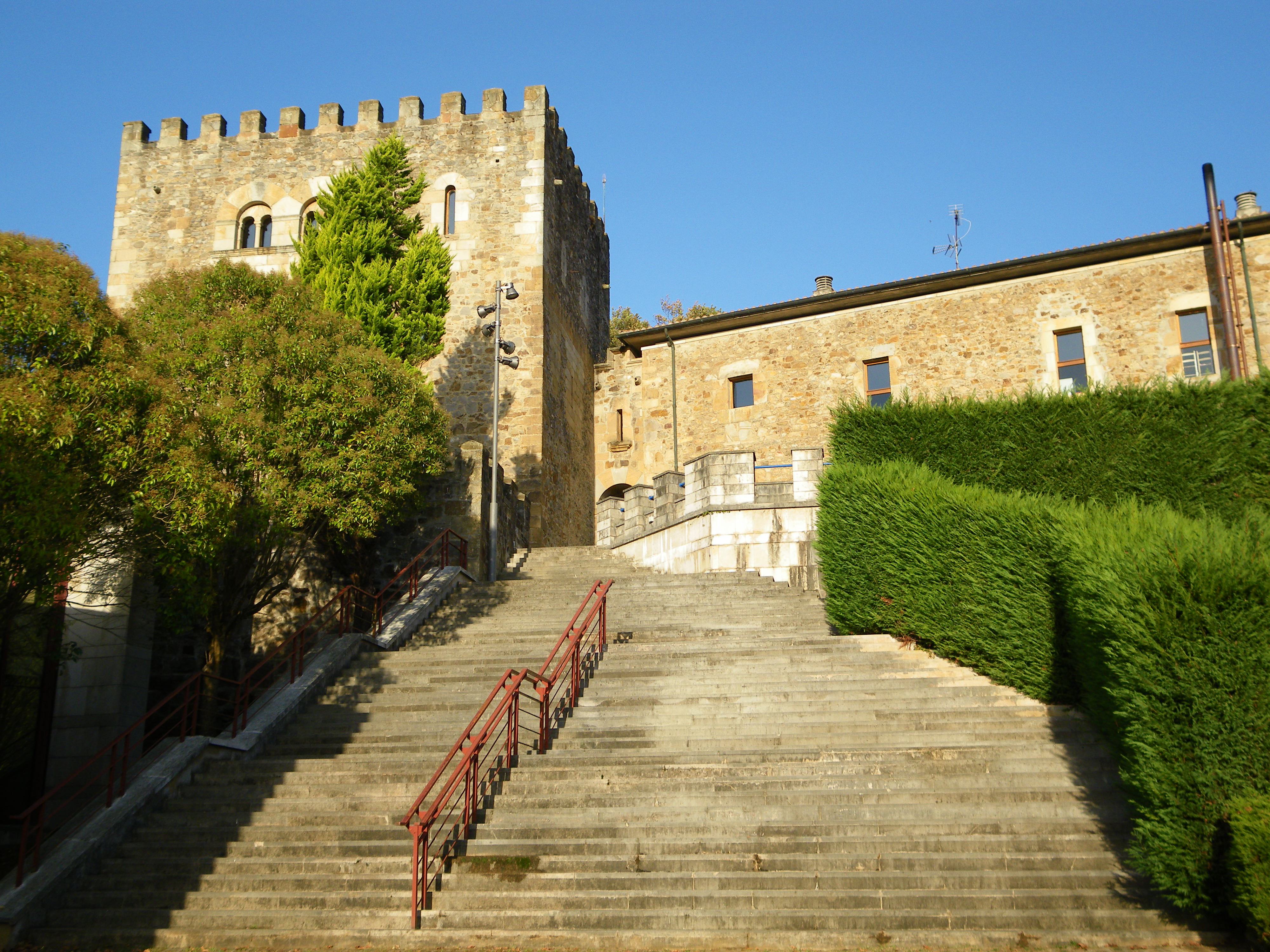
Alte Burganlage von Avellanada
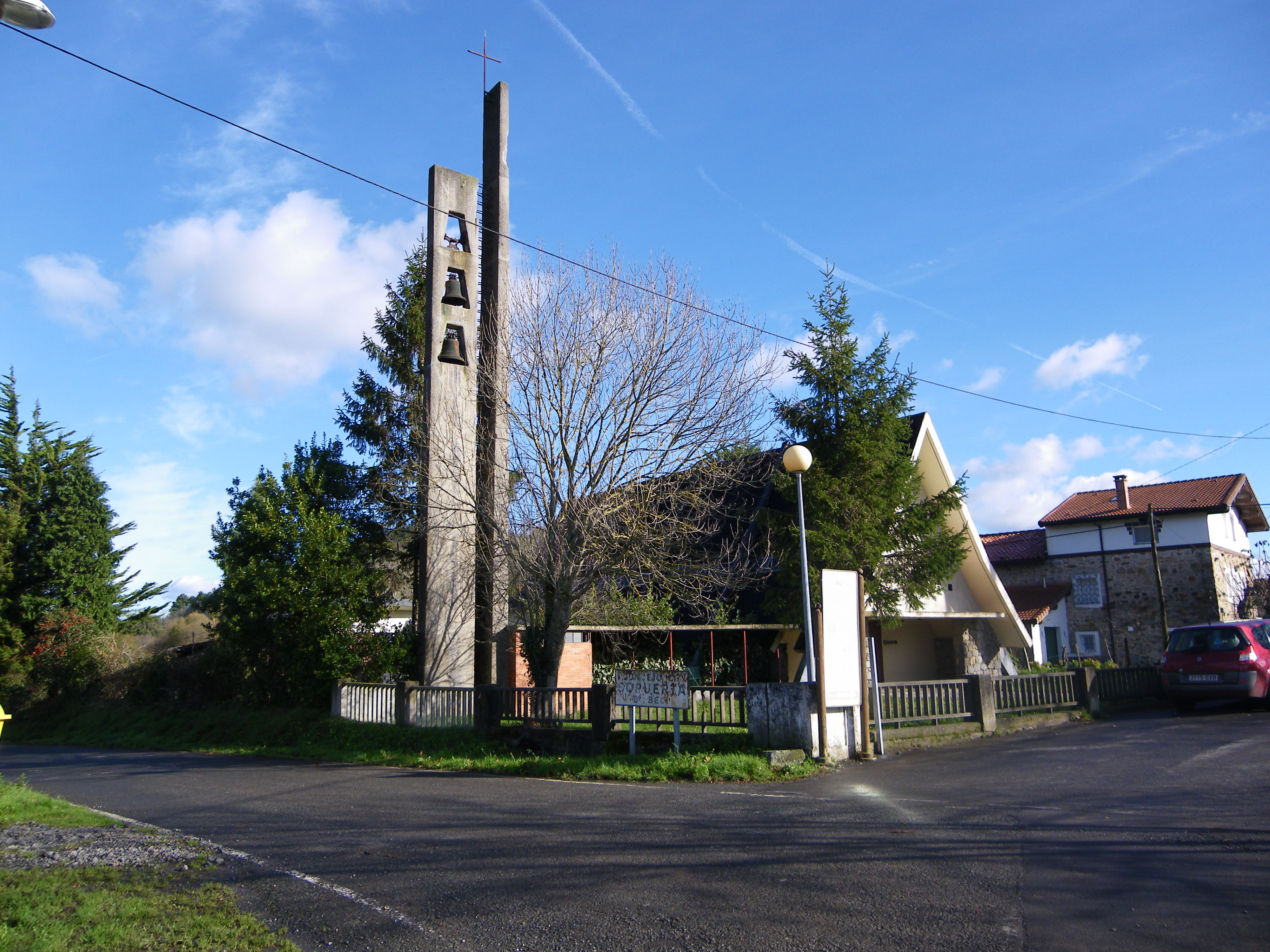
Cosmas-und-Damian-Kirche
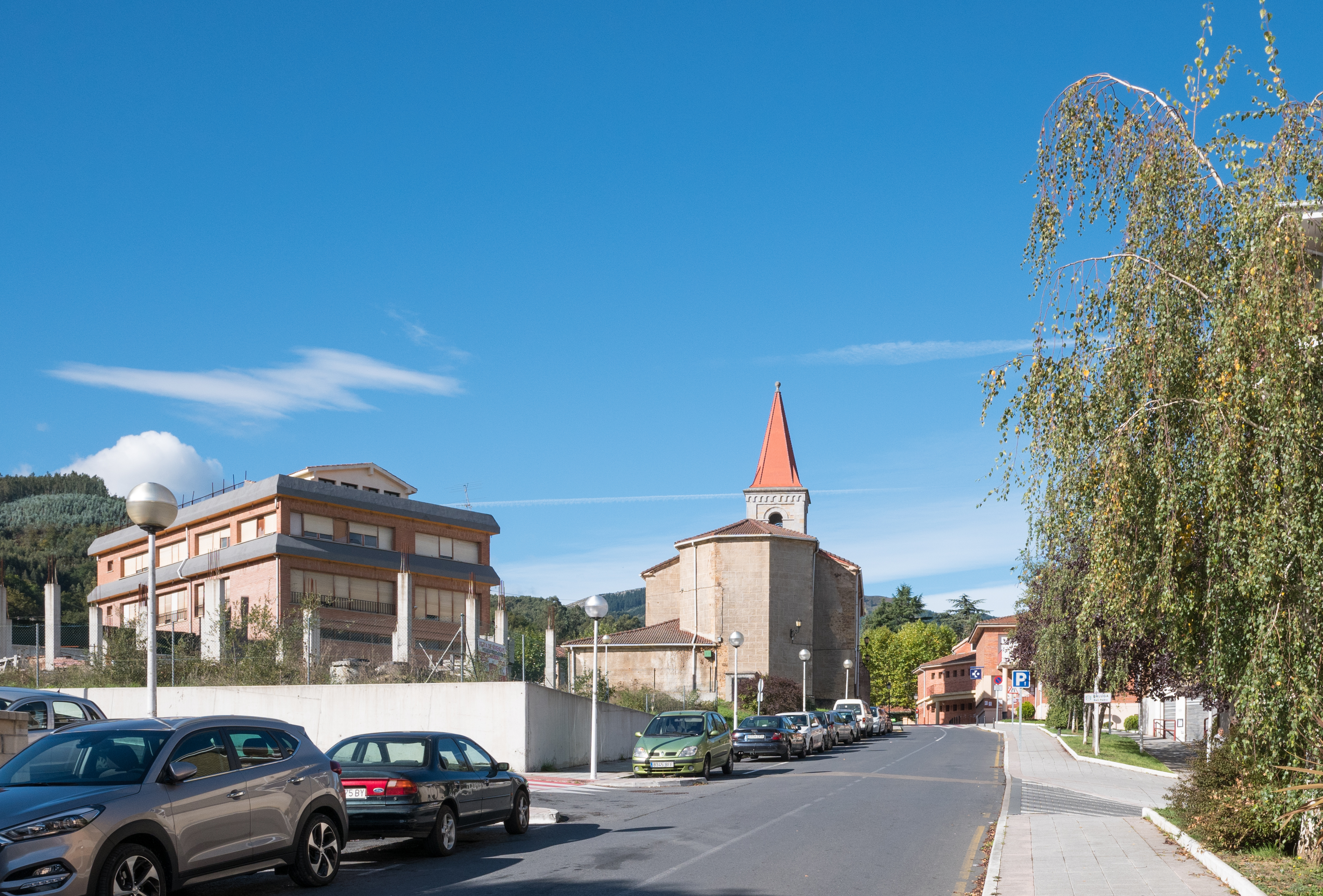
Baluga mit der Peterskirche

## Persönlichkeiten
- Francisco de Garay (1475–1523), Konquistador und Gouverneur von Jamaika
- Francisco Cepeda (1906–1935), Radrennfahrer
- Daniel Ruiz-Bazán (* 1951), Fußballspieler (genannt Dani)